# Tirem (Brati)
Tirem is een bestuurslaag in het regentschap Grobogan van de provincie Midden-Java, Indonesië. Tirem telt 4553 inwoners (volkstelling 2010).